# أتميان وسطي
أتميان وسطي هي قرية في مقاطعة سراب، إيران. عدد سكان هذه القرية هو 35 في سنة 2006.